# José Antonio Beltrán Miralles
José Antonio Beltrán Miralles (Castelló de la Plana, 1948-2018) és un pedagog i polític valencià, senador per Castelló en la VI Legislatura.

## Biografia
Ha estudiat pedagogia i psicologia i és tècnic esportiu de l'INEF, i ha treballat com a professor de centres d'ensenyament públic. Alhora, ha estat secretari general de FETE-UGT de Castelló (1985-1990), Secretari de Relacions Internacionals de FETE-UGT federal (1987-1990) i Secretari General de FETE-UGT del País Valencià entre maig de 1990 i abril de 1992.
Fou nomenat secretari general del PSPV-PSOE de Castelló l'abril de 1992 i membre del Comitè Nacional del PSPV-PSOE des l'abril de 1994. A les eleccions generals espanyoles de 1996 fou escollit senador per la província de Castelló. Ha estat secretari segon de la comissió especial d'estudi sobre l'eutanàsia (1999-2000) i portaveu de la comissió especial sobre prevenció i assistència en situacions de catàstrofe (1996-1999).